# Oxynoton arnaudi
Oxynoton arnaudi är en tvåvingeart som beskrevs av H. Oldroyd 1974. Oxynoton arnaudi ingår i släktet Oxynoton och familjen rovflugor.
Artens utbredningsområde är Zimbabwe. Inga underarter finns listade i Catalogue of Life.